# Marian Faczyński
Marian Franciszek Faczyński (ur. 1889, zm. 1940) – polski nauczyciel gimnazjalny w Gostycynie, Nakle i Bydgoszczy, organizator i kierownik Muzeum Szkolnego w Bydgoszczy.

## Życiorys
Urodził się 25 listopada 1889 r. we Lwowie. Uczęszczał do szkół realnych w Stanisławowie, Rakowie i we Lwowie. W latach 1901–1911 uczył się w II Szkole Realnej we Lwowie uzyskując świadectwo dojrzałości. W latach 1911–1912 uczęszczał do Szkoły Malarstwa Stanisława Bałowskiego we Lwowie. W 1912 r. przez kilka miesięcy brał udział w kursie malarstwa, prowadzonym przez prof. Teodora Axentowicza w Krakowie, następnie uczęszczał jako hospitant do Szkoły Malarstwa prof. T. Axentowicza przy Akademii Sztuk Pięknych w Krakowie, a w 1913/1914 r. był studentem krakowskiej Akademii Sztuk Pięknych.
Po wybuchu I wojny światowej znalazł się w Rosji. Od 1916 do 1918 r. był instruktorem Centralnego Komitetu Obywatelskiego Królestwa Polskiego w Rosji na rejon jenakowski i równocześnie kierownikiem polskiej szkoły w Jenakowie. W tym całym okresie zorganizował kilka polskich szkół początkowych w Rosji. Od 1918 do stycznia 1920 r. był zarządzającym i dekoratorem Teatru Miejskiego w Żytomierzu. Równocześnie uczył rysunków w Polskim Seminarium Nauczycielskim Macierzy Polskiej w tym mieście.
1 października 1920 r. został nauczycielem rysunków i robót ręcznych w Państwowym Gimnazjum im. T. Kościuszki w Gostycynie. Rok później przeniósł się do Nakła n. Notecią, gdzie rozpoczął pracę jako nauczyciel rysunków i robót ręcznych w tamtejszym Państwowym Gimnazjum. Zabiegał bezskutecznie o posadę stałego nauczyciela w jednym z gimnazjów lwowskich, zaś na początku lat 30. o przeniesienie do szkoły w pobliżu Poznania, bądź do Bydgoszczy. Od 1932 r. uczył rysunków w Państwowym Gimnazjum Klasycznym w Bydgoszczy (później I Państwowe Liceum i Gimnazjum im. Marsz. Józefa Piłsudskiego). Uczył również w innych bydgoskich szkołach państwowych i prywatnych szkołach średnich. W latach 1938–1939 był kierownikiem regionalnej, bydgoskiej Grupy Metodycznej Rysunków.
W roku szkolnym 1932/1933 był inicjatorem i kierownikiem pierwszego Muzeum Szkolnego w Bydgoszczy. Zabiegał o założenie przy placówce biblioteki pedagogicznej i uczelni dla nauczycieli. Stał również na czele Komitetu Opiekuńczego czasopisma międzyszkolnego „Ogniwa”.
Po wybuchu II wojny światowej został zesłany na wschód przez władze sowieckie. Zmarł 5 listopada 1940 r. w Kazachstanie.